# 克里斯蒂娜·罗斯林
克里斯蒂娜·罗斯林（丹麥語：Christina Roslyng，1978年7月10日—），丹麦女子手球运动员。她曾代表丹麦国家队参加2000年夏季奥林匹克运动会手球比赛，结果获得一枚金牌。